# Rejon kowieński
Rejon kowieński (lit. Kauno rajono savivaldybė) – rejon w centralnej Litwie. Jego siedzibą jest Kowno, mimo tego nie wchodzi ono w skład rejonu, jest ono samodzielnym rejonem miejskim.